# Jane Morgan
Jane Morgan (nacida como Florence Catherine Currier; Newton, Massachusetts, 3 de mayo de 1924-Naples, Florida, 4 de agosto de 2025) fue una cantante estadounidense. Tuvo éxito en Francia y Reino Unido antes de tener reconocimiento en Estados Unidos. Recibió seis discos de oro y una estrella en el Paseo de la Fama de Hollywood, se retiró en 1973.
Jane Morgan actuó para el presidente de Francia Charles de Gaulle. También cantó para 5 presidentes estadounidenses: John F. Kennedy, Richard Nixon, Gerald Ford, Jimmy Carter y George W. Bush. 
Morgan se casó con el productor de cine Jerry Weintraub en 1965. Tuvieron 4 hijos. Se separaron en los años 80, pero nunca se divorciaron. Weintraub murió en 2015.

## Primeros años
Jane Morgan nació como Florence Catherine Currier el 3 de mayo de 1924, en Newton, Massachusetts. Fue una de los cinco hijos de los músicos Olga Brandenburg y Bertram Currier. A los cinco años comenzó a tomar clases de canto mientras continuaba con las clases de piano. Durante los veranos, asumió papeles infantiles y apareció en producciones teatrales en el Kennebunkport Playhouse en Kennebunkport, Maine, que su hermano, Robert Currier, había fundado. 
En 1941, fue incluida como tesorera de Kennebunkport Playhouse. Después de graduarse de Seabreeze High School, fue aceptada en la Escuela de Música Juilliard de Nueva York. Con la intención de convertirse en cantante de ópera, estudió ópera durante el día y actuó siempre que pudo. 

## Inicios
Jane Morgan cantó canciones populares en clubes nocturnos y pequeños restaurantes, y en bares mitzvahs y otras fiestas privadas, para ayudar a pagar sus gastos de matrícula en Juilliard.] El líder de la orquesta Art Mooney cambió su nombre a Jane Morgan tomando el nombre de pila de una de sus vocalistas, Janie Ford, y el apellido de otra, Marian Morgan.
En 1948, el empresario francés Bernard Hilda la seleccionó para que lo acompañara a París. Morgan se convirtió en una sensación en París. Muchos compositores franceses, incluido Charles Trene, frecuentaban el club y escribieron varias canciones que se convirtieron en grabaciones exitosas para Morgan. Morgan e Hilda pronto abrieron un nuevo programa de televisión semanal de una hora de duración y ella comenzó a grabar en 1949 en el sello francés Polydor, así como en Parlophone, Phillips y otros. Regresó a Europa en 1954 para aparecer en una crítica del West End de Londres con el comediante Vic Oliver, y más tarde en el Savoy Theatre y el London Palladium. 

## Éxito estadounidense
Morgan dejó a su agente y comenzó a cantar en el Barrio Latino de Lou Walters en Nueva York. Walters mantuvo a Morgan en el Barrio Latino durante un año, cuando Dave Kapp, quien recientemente había fundado un nuevo sello discográfico, Kapp Records, se fijó en ella. Kapp firmó a Morgan con un contrato de grabación, y cerca de ese mismo período firmó al pianista Roger Williams. 
Para contrarrestar su reputación como cantante francesa, Kapp hizo que Morgan grabara "Baseball, Baseball", y el lanzamiento de su primer álbum se tituló The American Girl from Paris. Grabó varios álbumes adicionales y pronto se emparejó con Williams, quien había ganado aceptación nacional con su grabación de "Autumn Leaves". Grabaron "Two Different Worlds", que le dio a Morgan su primera difusión significativa en la radio estadounidense. En 1957, Kapp llevó a The Troubadors, un grupo prácticamente desconocido de cinco músicos, a su estudio. Habían aparecido en Love in the Afternoon. Kapp le pidió a Morgan que se uniera a The Troubadors y cantara "Fascination". Aunque fue escrita en 1904 por F. D. Marchetti como "Valse Tzigane", la canción fue modificada en París en el Folies Bergère como un número de "tira". Con letras en inglés agregadas por Dick Manning en 1932, se había reproducido durante toda la película de 1957 (la letra francesa había sido creada en 1942). Su grabación fue lanzada a finales de 1957 y permaneció en las listas durante 29 semanas. 
En 1958, Kapp lanzó "The Day the Rains Came" (una canción francesa de Gilbert Bécaud llamada "Le jour où la pluie viendra") con Jane Morgan cantando en inglés por un lado y en francés por el otro. Alcanzó el número uno en la lista de singles del Reino Unido a principios de 1959. Apareció en el especial de jazz del 10 de noviembre de 1959, Timex-All-Star Jazz III. [13]

## Actuaciones destacadas
Morgan actuó para el presidente de Francia Charles de Gaulle. También cantó para 5 presidentes estadounidenses: John F. Kennedy, Richard Nixon, Gerald Ford, Jimmy Carter y George W. Bush. 

## Gira
Realizó una gira juntó con Jack Benny y John Raitt y cantó en el Grand Ole Opry. Dos de sus sencillos de RCA llegaron en las listas de países de Billboard en 1970.